# Культурний герой
Культу́рний геро́й (англ. Culture hero) — тип міфічного  героя, великий творець чи дослідник, часто божественного походження чи обожнений згодом. Персонажі міфів і  епосів часто є культурними героями.

## Міфічний персонаж
Дії культурного героя в міфології направлені на створення чи здобування для людей різних культурних цінностей. Ними можуть бути вогонь, знаряддя праці, культурні рослини та ін. Прикладом слугує відомий міфологічний Прометей.
У культурного героя декілька ролей: він виступає як деміург і бореться з  хаосом, створюючи мир і гармонію; він може бути першопредком, що дає початок роду і виступає як тотемний предок.

## Історична особа
Культурним героєм стає людина, яка завдяки своїм моральним чи професійним якостям перетворюється в культ поважної людини, культурного лідера. Серед культурних героїв називають мати Терезу, Грету Гарбо, Бертрана Рассела та багатьох інших. Культурна роль реальних героїв — надихати простих людей на здійснення моральних вчинків, надавати творчої енергії тощо.
Культурні герої є у кожного народу, вони називаються місцевими. Крім них є загальнолюдські культурні герої, які користуються повагою всього людства.